# Giovanni Pastrone
Giovanni Pastrone (Montechiaro d'Asti 1883 - Torí 1959) Inventor, investigador, productor, guionista i director de cinema italià. Pioner del cinema italià i autor del llargmetratge Cabiria, el més celebre del cinema mut italià i considerat com un precursor del cinema del gènere "peplum" , del cinema èpic i "colossalisme cinematogràfic" italià.

## Biografia
Giovanni Pastrone va néixer el 13 de setembre de 1883 a Montechiaro d'Asti (Itàlia). Fill gran de Gustavo Ernesto i Luigia Mensio. El seu pare era propietari d'una botiga de teixits i va fer estudiar a Giovanni comerç i comptabilitat a la secció de comerç de l'Institut Tècnic Giobert, on es va graduar el juliol de 1899 i també música al Conservatori Giuseppe Verdi.
Quan era adolescent, Pastrone va demostrar un tarannà pràctic i creatiu, combinant els seus estudis de comptabilitat amb l'estudi del violoncel. Va construir diversos instruments musicals, tot i que la seva passió per la música va acabar disminuint, la seva experiència en la fabricació d'instruments va generar en ell una vena perfeccionista que més tard va caracteritzar el seu treball al cinema.
El 1905 va entrar com a comptable a una empresa propietat de Carlo Rossi, Giuglielmo Remmert i Lamberto Pineschi dedicada a les comunicacions sense fils. Davant del mals resultats de la companyia dos dels socis , Rossi i Remmert van constituir Carlo Rossi & C., com a productora cinematogràfica que més tard el 1908 es transformaria en Itala Film que inicialment només filmava documentals i curtmetratges, on inicialment Pastrone com a soci de l'empresa va fer tasques de gestió.
El 17 de setembre de 1903, es va casar amb Anna Maria Prat, mare del seu únic fill Luigi. Va morir a Torí el 17 de juny de 1959.

#### Itala Film
A Itala Film Pastrone va començar fent tasques de gestió administrativa i comercial. Va crear un circuit de sales de cinema per a la distribució de les pel·lícules, va incorporar tècnics com l'espanyol Segundo de Chomón , expert en efectes especials i a actors com els italians Bartolomeo Pagano i Ermete Zacconi l el francès André Deed procedent de Pathe Frères i col·col·laborador de Georges Méliès o el músic Ildebrando Pizzett que va compondre la "sinfonia del Fuoco" per la pel·lícula Cabiria. Molt aviat va desenvolupar una trajectòria com a tècnic amb innovacions importants com la creació d'un suport per a càmera mòbil, precursor del sistema de "tràvelling" i el sistema "fixiité" per corregir el molest parpelleig que generaven les projeccions a causa de les perforacions irregulars de la cinta de les pel·lícules.
Desprès d'una primera etapa com a productor, Pastrone va passar a dirigir les seves pròpies pel·lícules, alguns treballs els va signar amb el pseudònim de Piero Fosco, inicialment van ser curtmetratges de caràcter històric com "Enrico III", "Giulio Cesare" i especialment "La caduta de Troia" amb una durada de 30 minuts que va obtenir un gran èxit tant a Itàlia com a els Estats Units.
Va ser el 1912 quan va dirigir el seu primer llargmetratge "Cabiria" on hi van col·laborar Segundo Chomon pels efectes especials i Gabriele D'Annunzio pels subtítols. El film, va ser la producció més espectacular mai concebuda en el cinema italià fins aleshores. Presentat al públic el 18 d'abril de 1914, simultàniament a l'òpera de Milà i al teatre Vittorio Emanuele de Torí, va tenir un èxit extraordinari, també a nivell internacional i va influir d'una forma manifesta sobre la pel·lícula "Intolerance: Love's Struggle Throughout the Ages" del director estatunidenc D.W. Grifith. Després d'aquest èxit va dirigir les primeres entregues d'una popular sèrie de pel·lícules protagonitzades per Maciste, el "gegant" de Cabiria, que va ser interpretat durant molts anys per Bartolomeo Pagano. Durant aquest període, sota el pseudònim de Piero Fosco —que li va crear D’Annunzio—Pastrone va dirigir altres pel·lícules destacades per la seva tècnica: "Il fuoco" (1915) ), "Tigre reale  "(1916) , on hi va participar com actor el director Febo Mari,  la darrera basada en un conte de Giovanni Verga i  també "Hedda Gabler" (1919), basada en l'obra de Henrik Ibsen.
El 1919, afectada per la crisi del cinema italià del primer període de la postguerra, Itala Films va ser comprada per una altra companyia, raó per la qual Pastrone perd molta llibertat artística. Va començar dues pel·lícules més: ''Notre Dame de París'' i ''Riccardo Cuor di Leone'', però, a causa de les qüestions burocràtiques va haver d'abandonar els projectes. Finalment, Itala Film va desaparèixer l'any 1926 a causa de la decadència que patia i del fracàs de diversos dels projectes de Pastrone. El 1923, desprès de dirigir "Povere bimbe", Pastrone va abandonar l'activitat cinematogràfica i Itala Film; va rebutjar nombroses ofertes de treball i no va tornar a la indústria cinematogràfica fins al 1931, quan va supervisar l'enregistrament d'una banda sonora parcial de la seva obra mestra silenciosa, Cabiria.
El 2019 el director Lorenzo de Nicola, desprès del descobriment d'un manuscrit autobiogràfic de Giovanni Pastrone, va filmar i estrenar un documental de noranta minuts sobre el director italià.

#### Pastrone inventor
Com inventor, en col·laboració amb l'enginyer Carlo Sciamengo, al llarg dels anys va presentar diverses patents. El 1915, poc després de l'entrada d'Itàlia a la guerra, va proposar a la Direcció General d'Artilleria i Enginyers un mètode per identificar l'origen del rugit del canó enemic. L'any 1919, amb Sciamengo, va patentar un sistema per garantir unes condicions de vida normals a les persones que pujaven a un avió, anticipant-se al principi de pressurització de cabina. L'any 1930 va ser el torn d'un dispositiu per al funcionament d'acumuladors d'elèctrodes de soldadura i el 1933 patentà els pistons per a cotxes de carreres, ampliant després la patent als princilpals països europeus productors de motors de pistons.

#### Pastrone investigador
Des del 1920, arran d'una greu malaltia, es va dedicar cada cop més a l'estudi de la medicina, fins al punt de convertir-la en el objectiu dels seus darrers anys. Entre altres treballs, va escriure un primer tractat, sobre la lluita contra els microorganismes patògens, adreçat a la Reial Acadèmia de Torí, seguit, el 1953, d'un sobre l'etiopatogènesi o causa (medecina) de les malalties. Malgrat que no era metge, va comptar amb l'ajuda d'alguns metges i del seu fill Luigi, que va abandonar els estudis de dret per donar-li suport.

## Filmografia parcial
| Any  | Títol                         |
| ---- | ----------------------------- |
| 1908 | La glu                        |
| 1908 | Giodano Bruno eroe di Valmy   |
| 1909 | Giulio Cesare                 |
| 1909 | Rigoletto                     |
| 1909 | Enrico III                    |
| 1910 | Agnese Visconti               |
| 1910 | Nemico della polvere          |
| 1911 | La caduta de Troia            |
| 1913 | Piu forte che Sherlock Holmes |
| 1913 | Tigris                        |
| 1914 | Cabiria                       |
| 1915 | Il fuoco                      |
| 1916 | Tigre reale                   |
| 1916 | Maciste alpino                |
| 1917 | La guerra ed il sogno di Momi |
| 1917 | Maciste atleta                |
| 1920 | Hedda Gabler                  |
| 1923 | Povere bimbe                  |